# Мирский, Давид Аронович
Давид Аронович Мирский (23 октября 1912, Кишинёв, Бессарабская губерния — 2 января 1991, Кишинёв) — молдавский советский географ и педагог-методист.

## Биография
Родился в Кишинёве в семье Арона Ушеровича Мирского и его жены Рейзл. В 1931 году окончил лицей Михая Эминеску в Кишинёве. Учился на географическом факультете Ясского университета. После присоединения Бессарабии к СССР в 1940 году вернулся в Кишинёв; в 1942 году окончил географический факультет эвакуированного в Байрам-Али Одесского университета. Преподавал географию в средней школе и педучилище во Фрунзе, с 1944 года — в Кишинёвском педучилище, в 1945—1947 годах — в Кишинёвском педагогическом институте имени Иона Крянгэ.
С 1947 года — научный сотрудник НИИ школ Министерства просвещения МССР (с 1956 года — старший научный сотрудник). Кандидат педагогических наук (1953). Одновременно, с 1954 года — на кафедре экономической географии Тираспольского учительского института. Занимался методологией преподавания географии в средней школе, организацией краеведческой работы; публиковался в журналах «Советская педагогика» и «География в школе». С начала 1970-х годов — на экономическом факультете в Кишинёвском педагогическом институте.
Автор школьных учебников по географии Молдавской ССР на русском и молдавском языках, учебника по природоведению для начальных школ. Заслуженный учитель школы Молдавской ССР (1968).

## Семья
- Жена — молдавский детский писатель и переводчик Любовь Шулимовна Мирская (урождённая Фрадис, 1919—1981), автор перевода «Калевалы» на молдавский язык.
  - Дочь — педагог-методист и филолог Адель Давыдовна Розенштрах (1954—2022), кандидат педагогических наук (1989)[5], доцент кафедры русской и зарубежной литературы Кишинёвского пединститута, автор монографии «Изучение взаимосвязей русской и молдавской литератур» (Кишинёв: Лумина, 1986)[6].
- Шурин — искусствовед Лев Абрамович Кац (Чезза).

## Книги
- Studierea ţinutului natal la geografie în şcolile RSS Moldoveneşti. Кишинёв: Шкоала Советикэ, 1957.
- География Молдавской ССР. Учебное пособие для 9—10 классов (с В. Н. Вериной и М. М. Радулом). Кишинёв: Картя молдовеняскэ, 1961.
- География Молдавской ССР. Учебное пособие для 8 класса (с В. Н. Вериной и М. М. Радулом). Кишинёв: Картя молдовеняскэ, 1962, 1963, 1964, 1965, 1966, 1968; Кишинёв: Лумина, 1969, 1970, 1971, 1986.
- География Молдавской ССР. Учебное пособие для 7—8 классов (с В. Н. Вериной и М. М. Радулом). Кишинёв: Лумина, 1972, 1973, 1974, 1978, 1979, 1980, 1982, 1985.
- Преподаватель географии Кощуг Зоя Александровна (из опыта работы в Резинской средней школе). Кишинёв: Картя молдовеняскэ, 1964.
- Изучение раздела Молдавская ССР в курсе географии СССР в VIII классе. Кишинёв: Картя молдовеняскэ, 1965.
- Молдавия (с И. А. Крупениковым и М. М. Радулом). Советский Союз: географическое описание в 22-х томах (том 16). М.: Мысль, 1970. — 253 с.
- Использование краеведческого материала при изучении курса природоведения во II—III классах (методические указания). Кишинёв: Лумина 1980.
- География Молдавской ССР. Учебник для 7-го класса средней школы. 4-е изд. Кишинёв: Лумина, 1981.
- Geografia RSS Moldoveneşti: Cl. 7. 4-е изд. Кишинёв: Лумина, 1981.
- Geografia Republicii Sovietice Socialiste Moldoveneşti: Manual pentru clasele 7—8 ale şcolii medii. 14-е изд. Кишинёв: Лумина, 1975.
- Ознакомление учащихся с Продовольственной программой СССР при изучении географии в VIII классе. Кишинёв: Лумина, 1984.
- Методика изучения географии Молдавской ССР в школе. Кишинёв: Лумина, 1985.
- Методика обучения географии Молдавской ССР. Кишинёв: Лумина, 1985.
- Geografia RSS Moldoveneşti: Manual pentru clasa 8 a şcolii medii. 7-е изд. Кишинёв: Лумина, 1986.
- Din experienţa predării geografiei în şcolile RSS Moldoveneşti: Culegere de articole pentru învăţători. Кишинёв: Лумина, 1988.